# Miss Tocantins 2010
Miss Tocantins 2010 foi a 19ª edição do tradicional concurso de beleza feminina de Miss Tocantins, esta edição mandou a melhor tocantinense para a disputa de Miss Brasil 2010, único caminho para o Miss Universo. Não se sabe a  participação exata de candidatas, mas que foram mais de doze (12), o título foi conquistado pela representante de Porto Nacional Jaqueline Ribeiro Verrel, coroada pela detentora do título estadual do ano passado, Nathália Araújo Bichuete. O evento foi realizado no Vila de Palma pelo promoter Alziro Freitas, contou ainda com a dupla Luiz & Leandro e teve a apresentação da Miss Brasil Internacional 2009, Rayanne Morais.

## Resultados

### Colocações
| Posição    | Cidade e Candidata                                 |
| Destituída | - Porto Nacional - Jaqueline Verrel                |
| Assumiu    | - Palmeirópolis - Suymara Barreto                  |
| 2º. Lugar  | - Paraíso - Carolina Braga                         |
| Finalistas | - Palmas - Suelen Goergen - Santa Fé do Araguaia - |

## Candidatas
Disputaram o título este ano:
- Babaçulândia -

- Gurupi -

- Lagoa da Confusão -

- Lagoa do Tocantins -

- Palmas - Suelen Fernanda Goergen

- Palmeirópolis - Suymara Barreto [5]

- Paraíso - Carolina Braga

- Porto Nacional - Jaqueline Verrel

- Santa Fé do Araguaia -

- Tupirama -

## Crossovers
Candidatas em outros concursos:

### Estadual
Miss Goiás
- 2010: Palmeirópolis - Suymara Barreto (2º. Lugar)
  - (Representando o município de Anápolis)